# Olbia Calcio 1905
L'Olbia Calcio 1905 és un club de futbol italià de la ciutat d'Òlbia (Sardenya).
Fundat el 1905 com a Olbia Calcio, va ser dissolt i fundat novament el 2010 com a U.S. Olbia 1905 A.S.D. i el 2016 com a Olbia Calcio 1905 S.S.D. S.r.l..
Evolució del nom:
- 1906: Società Ginnastica Olbia
- 1938: GIL Terranova
- 1939: GIL Olbia
- 1946: Unione Sportiva Olbia
- 1983: Olbia Calcio
- 2010: Associazione Sportiva Dilettantistica Olbia 1905
- 2015: Olbia Calcio 1905 Società Sportiva Dilettantistica
- 2016: Olbia Calcio 1905

## Palmarès
- Serie D:
  - 2001–02
- Eccellenza Sardinia:
  - 2012–13